# Gmina związkowa Beetzendorf-Diesdorf
Gmina związkowa Beetzendorf-Diesdorf (niem. Verbandsgemeinde Beetzendorf-Diesdorf) – gmina związkowa w Niemczech, w kraju związkowym Saksonia-Anhalt, w powiecie Altmarkkreis Salzwedel. Siedziba gminy związkowej znajduje się w miejscowości Beetzendorf.
Gmina związkowa zrzesza osiem gmin, w tym dwa miasta (Flecken) oraz sześć gmin wiejskich: 
- Apenburg-Winterfeld
- Beetzendorf
- Dähre
- Diesdorf
- Jübar
- Kuhfelde
- Rohrberg
- Wallstawe.